# Salubrin
Salubrin är ett varumärke för en sorts desinfektionsmedel, som innehåller ättiksyra, etanol, etylacetat och  cetylpyridinklorid (andra varianter av Salubrin har inkluderat vatten men exkluderat cetylpyridinklorid). Tillverkningen startades i Eslöv 1893.
Tillverkningen av Salubrin startades 1893 av Per Håkansson och hans bolag AB P. Håkansson (senare Druvan, i dag Dr Pers Food), där man upptäckte att de anställda på Håkanssons ättiksfabrik i skånska Eslöv sällan eller aldrig var sjuka.
Medlet marknadsfördes för att bland annat brukas som "toalettmedel", till kylande omslag och baddningar och som antiseptiskt medel vid lindriga yttre skador. Det rekommenderades också, i likhet med andra av tidens preparat, mot åtskilliga invärtes sjukdomar, inklusive blodförgiftning (sepsis) och lungsot (tuberkulos).[källa behövs] Salubrin var även, i likhet med det snarlika Lazarol, ökänt som berusningsmedel. Invärtes bruk framkallade ofta svåra eksem.
Salubrin används numera ofta som lindring vid insektsbett (till exempel myggstick) och solsveda. Namnet Salubrin, som är ett av Sveriges äldsta varumärken, härstammar från latinets salubris, med betydelsen 'sund', 'hälsosam', 'välgörande', 'nyttig'.
År 1999 såldes Salubrin av Druvan (som samtidigt bytte namn till Dr Pers Food) till Hardford Daily Care.[källa behövs] År 2021 förvärvades bland annat varumärket Salubrin av Pharmaxin.